# Mariastella Gelmini
Mariastella Gelmini, née le 1er juillet 1973 à Leno, est une avocate spécialisée en droit administratif et une personnalité politique italienne, membre du parti Action.
De 2008 à 2011, elle est ministre de l'Éducation, de l'Enseignement supérieur et de la Recherche du gouvernement Silvio Berlusconi IV, et de 2021 à 2022, ministre pour les Affaires régionales et les Autonomies.

## Biographie
Membre de Forza Italia, elle est élue en 1998 présidente du conseil municipal de la ville de Desenzano del Garda jusqu'en 2000, année où une motion de censure à son encontre a été votée.
Coordinatrice régionale de Forza Italia en Lombardie, Mariastella Gelmini est élue une première fois à la Chambre des députés en 2006. Elle est considérée comme une des fidèles de Silvio Berlusconi[citation nécessaire] qui l'a nommé ministre de l'Éducation nationale dans son gouvernement issu des élections d'avril 2008. Très proche du monde catholique, elle entretient de bons rapports avec les composantes laïques de Forza Italia.[réf. nécessaire]
Entre février 2021 et octobre 2022, elle est ministre pour les Affaires régionales et les Autonomies dans le gouvernement Draghi.